# Czop-Perewałoczna
Czop-Perewałoczna (ukr. Чоп-Перевалочна) – przystanek kolejowy w miejscowości Czop, w rejonie użhorodzkim, w obwodzie zakarpackim, na Ukrainie. Położony jest na linii Lwów – Stryj – Czop, w obrębie stacji Czop, w pobliżu jej lokomotywowni.